# 許用中
許用中（1517年—？），字子執，號平湫，山東兗州府東平州東阿縣人，軍籍，明朝政治人物。

## 生平
嘉靖二十二年（1543年）癸卯科山東鄉試第七十三名舉人。嘉靖二十三年（1544年）中式甲辰科會試第四十一名，登第二甲第十五名進士。授南京户部主事，二十五年管蕪湖鈔關，歷南京戶部署郎中，嘉靖二十九年（1550年）陞陝西按察司僉事。

## 家族
曾祖許純；祖父許汝聰，監生；父許東陽。嫡母周氏；繼母孔氏；生母王氏。慈侍下。弟黄中。